# Josef Bonnici
Josef Bonnici (ur. 15 kwietnia 1953 w Birżebbuġa) – maltański ekonomista, polityk, wykładowca akademicki. Minister, poseł krajowy i europejski, audytor w Trybunale Obrachunkowym, prezes maltańskiego banku centralnego.

## Życiorys
W 1975 ukończył studia ekonomiczne na University of Malta. Kształcił się następnie na kanadyjskim Simon Fraser University, gdzie uzyskiwał magisterium i doktorat.
Od 1980 do 1988 był wykładowcą akademickim na australijskim Deakin University. W 1988 powrócił na stałe do kraju, gdzie objął stanowisko profesora ekonomii na macierzystej uczelni. Pracował tam do 2004. Zaangażował się jednocześnie w działalność polityczną w ramach centroprawicowej Partii Narodowej. W latach 1988–1992 pełnił funkcję doradcy gospodarczego przy maltańskim premierze. Od 1994 do 1995 był sekretarzem parlamentarnym przy ministrze finansów. W okresach 1995–1996 i 1998–2003 sprawował urząd ministra spraw gospodarczych. W 1992 po raz pierwszy został wybrany do Izby Reprezentantów, uzyskując reelekcję w kolejnych wyborach w 1996, 1998 i 2003. Również w 2003 został maltańskim obserwatorem w Parlamencie Europejskim V kadencji. Po akcesji Malty do Unii Europejskiej od 1 do 6 maja 2004 był formalnie eurodeputowanym.
Z dniem 7 maja 2004 został pierwszym w historii swojego kraju audytorem w Trybunale Obrachunkowym. Po zakończeniu kadencji został dyrektorem maltańskiego banku centralnego, a 1 lipca 2011 uzyskał nominację na jego prezesa; pełnił tę funkcję do 2016.